# David Ackles (album)
David Ackles è il primo album in studio dell'omonimo cantautore statunitense, pubblicato nel 1968 e registrato con l'accompagnamento musicale dei Rhinoceros Venne ripubblicato con il titolo The Road to Cairo.

## Tracce
Testi e musiche di David Ackles.
1. The Road to Cairo – 5:11
2. When Love Is Gone – 3:15
3. Sonny Come Home – 2:56
4. Blue Ribbons – 4:33
5. What a Happy Day – 2:10
6. Down River – 3:41
7. Laissez-Faire – 1:34
8. Lotus Man – 2:45
9. His Name Is Andrew – 6:04
10. Be My Friend – 4:42

## Formazione
- David Ackles: voce, pianoforte

- Rhinoceros
  - Jerry Penrod: basso
  - Danny Weis: chitarra
  - Douglas Hastings: chitarra
  - John Keliehor: percussioni